# جي. دي. شيفيلد
جي. دي. شيفيلد هو سياسي أمريكي، ولد في 13 أغسطس 1960 في لورايني في الولايات المتحدة. نشط حزبياً في الحزب الجمهوري. وقد انتخب عضو مجلس نواب تكساس ‏.

## وصلات خارجية
- الموقع الرسمي